# Feliks Szaniawski (zm. 1678)
Feliks (Szczęsny, Felicjan) Szaniawski Junosza (zm. w 1678 roku) – sędzia lubelski w 1678 roku, pisarz lubelski w latach 1658-1676.
Poseł na sejm 1658 roku.
Był elektorem Michała Korybuta Wiśniowieckiego z województwa lubelskiego w 1669 roku.